# 厚木勝基
厚木 勝基（あつぎ かつもと、1887年〈明治20年〉3月4日 - 1959年〈昭和34年〉12月8日）は、日本の工業化学者。工学博士（東京大学・論文博士・1923年）。東京帝国大学教授。工業化学会会長。

## 略歴
- 1887年3月4日 - 誕生。
- 東京帝国大学工科大学（現：東京大学工学部） 卒業
- 米沢高等工業学校（現：山形大学工学部） 教授
- 1921年 - 東京帝国大学教授 就任
- 1923年12月　東京大学より工学博士の学位を取得、学位論文の題は「Studies on stability, viscosity and solubility of cellulose nitrate for celluloid from varions materials, and stability of celluloid 」[1]。
- 1943年 - 繊維学会会長[2]
- 1959年 - 死去

## 受賞歴
- 工業化学会有功章

## 栄典
- 1934年（昭和9年）4月16日 - 従四位[3]
- 1939年（昭和14年）5月1日 - 正四位[4]

## 出版物
著書
- 1927年 - 『人造絹糸』 丸善
- 1929年 - 『繊維素化学工業』 共立社
- 1930年 - 『人造絹糸及びセルロイド』 三省堂
- 1930年 - 『パルプ及紙』 丸善
- 1937年 - 『人絹・ステープルファイバー・パルプ最近の進歩を語る』 帝国人造絹糸株式会社調査室（編） 帝国人造絹糸
- 1941年 - 『化学工業通論』 丸善
- 1944年 - 『木材の化学及化学的応用』 誠文堂新光社
- 1949年 - 『紡織繊維学. 各論』 裳華房
- 1956年 - 『繊維素化学及工業』 丸善

共著
- 1928年 - 『児童物理化学物語』 興文社

共編
- 1949年 - 『最近工業化学辞典』 丸善出版

## 親族
- 叔母 瀬川寿々 - 医学者瀬川昌耆 妻
- 従兄弟 瀬川昌世 - 医学者
- 従兄弟 瀬川昌邦 - 実業家

## 参考資料
- 『昭和人名事典』日本図書センター